# Żegluga Wisła – Bałtyk
Towarzystwo „Żegluga Wisła – Bałtyk” − przedsiębiorstwo armatorskie istniejące w latach 1926-1928, zajmujące się transportem węgla z portu w Tczewie do krajów skandynawskich.
Po I wojnie światowej kopalnie Zagłębia Dąbrowskiego zostały odcięte od niemieckiego rynku zbytu. Trudności pogłębiły się po reformie walutowej w 1924 i polsko-niemieckiej wojnie celnej w 1925. Zwiększono wtedy eksport węgla do Skandynawii. Ponieważ Polska nie posiadała jeszcze portu morskiego, korzystano z portu w Tczewie, do transportu używając lichtug ciągniętych przez holowniki, co pozwalało na wejście na płytką Wisłę. 
Towarzystwo „Żegluga Wisła – Bałtyk” zarejestrowano jako spółkę z ograniczoną odpowiedzialnością 21 czerwca 1926 roku. Głównymi udziałowcami były kopalnie z Zagłębia Dąbrowskiego, udziałowcem był ponadto inż. Teodozy Nosowicz – właściciel terenów przeładunkowych i pierwszy dyrektor. Prezesem zarządu był inż. Stanisław Gadomski.
18 marca 1926 wysłano z Tczewa do Kopenhagi pierwsze lichtugi z 1300 ton węgla, wydzierżawione od hamburskiego Bugsier-, Reederei- und Bergungs AG. W tym roku w Tczewie przeładowano ponad 230 000 ton węgla, z czego 55 000 ton na lichtugi morskie, a resztę na mniejsze statki dostarczające go do Gdańska. W listopadzie 1926 firma zakupiła od Bugsier-, Reederei- und Bergungs AG 14 własnych pełnomorskich lichtug i sześć holowników ("Orkan", "Górnik", "Krakus", "Rybak", "Sambor", "Tyran"). W tym miesiącu też spółka przekształciła się w spółkę akcyjną. 12 grudnia 1926 nastąpiło podniesienie polskiej bandery na pierwszych lichtugach ("Antek" i "Felek").
Początkowe wyniki ekonomiczne były dobre, ale konkurencja ze strony innych przewoźników (Żegluga Polska oraz Polskarob) operujących z szybko rozwijającego się portu w Gdyni, przeszkody stawiane przez władze celne w Gdańsku, a także zatonięcie w dniu 1 listopada 1927 roku holownika "Górnik" (wraz z 9 spośród 10 członków jego załogi) spowodowały duże straty. Ostatecznym utrudnieniem stał się niski stan wody w Wiśle w lipcu 1928 i pod koniec tego miesiąca spółka zaprzestała działalności. Jeden holownik ("Krakus") i pięć lichtug sprzedano Marynarce Wojennej (służyły jako krypy minowe KM-1, KM-2, KM-3 oraz krypy ropowe KR-4 i KR-5), pozostałe jednostki trafiły do armatorów zagranicznych. Część taboru odsprzedano z powrotem Bugsier-, Reederei- und Bergungs AG, ze stratą.